# カス・ダマト

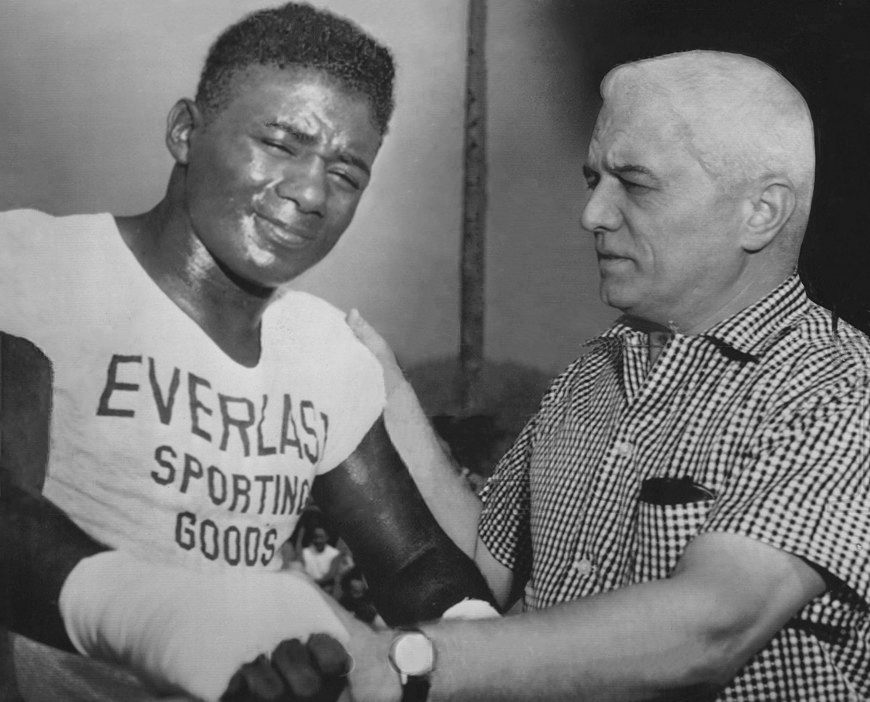
カス・ダマト

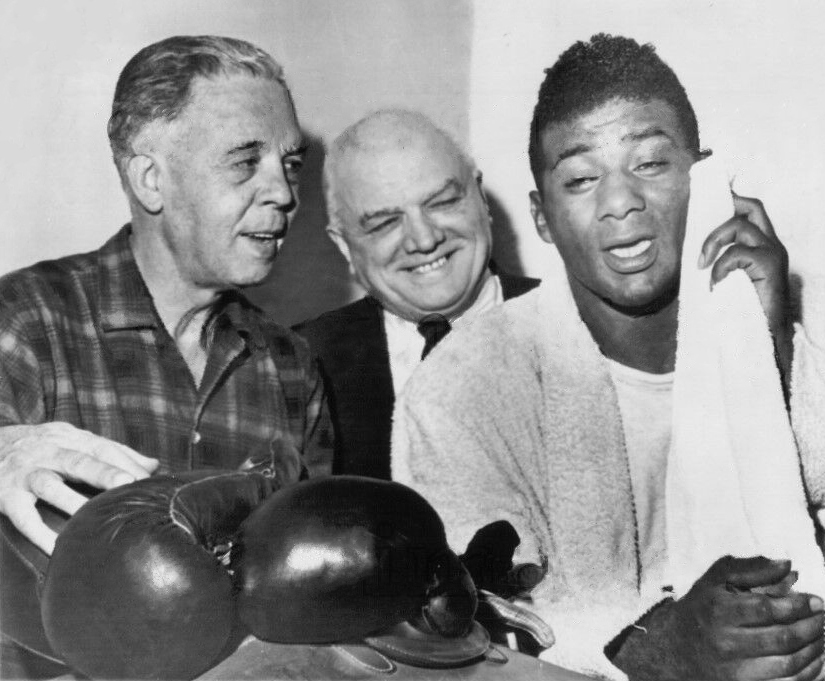
カス・ダマト

コンスタンティン・ダマト（Constantine "Cus" D'Amato、1908年1月17日 - 1985年11月4日）は、アメリカ合衆国のボクシングトレーナー及びマネージャー。ニューヨーク州出身。

## 来歴
1908年1月17日、アメリカ合衆国ニューヨーク州ニューヨーク市ブロンクス区サウス・ブロンクス地区でイタリア移民の両親のもとに生まれる。
幼少の頃にボクシングと出会い惚れ込むが、街で喧嘩を繰り返す不良少年だった。12歳の時、喧嘩をして殴られ片目の視力を失い、プロボクサーへの道を絶たれる。
22歳の時にジャック・バローとともにマンハッタンのユニオン・スクウェア近くにあったグラマシー・ジムの中に「エンパイア・スポーティング・クラブ」を開き、ボクサーのトレーナーを始める。このグラマシー・ジムから、ロッキー・グラジアノやフロイド・パターソン、そしてホセ・トーレスを始めとする多くのボクサー達が生まれた。22歳で既に白髪・色盲であり、そして前述の通り片目という状態であったという。1930年代の中頃にアメリカ軍に入隊し、第二次世界大戦直前までアメリカ軍のボクシングコーチを務めた。
1940年代にカミール・イーワルドという女性と出会い内縁関係になる。2人は生涯結婚することはなかったが、イーワルドはダマトのボクサーを育てたいという希望を叶えるために持ち家を提供し、そこでダマトが指導する若いボクサー達と一緒に暮らして、母親代わりとなり食事を作るなど生活の世話をした。
パターソンとトーレスの二人の世界チャンピオンを育てあげ、名伯楽として名声を手にした晩年は、半ば隠居生活を送っていたが、1979年に知人の少年院ボクシング担当教官ボビー・スチュワートから、更生プログラムの一つだったボクシングを受けていた13歳のマイク・タイソンを紹介される。タイソンの才能に「世界チャンピオンになれる男」と確信するほどに惚れ込む。1983年にタイソンの母親が亡くなり、16歳のタイソンを託される。以後、ダマトはタイソンの法的保護者になる。
タイソンが少年院を出所後、ボクシングの英才教育を施し、タイソンから「オレにとってオヤジ以上の存在だった」「オレのバックボーンであり、初めて出会った心の許せる人間だった」と言われる師弟関係を築いた。1985年11月4日、タイソンがプロデビューから11連勝を飾った直後にマウント・サイナイ病院で肺炎のため77歳で死去。

## 人物
- 両手のグローブを頬に構えるピーカブー（Peekaboo、『いないいないばあ』の意）と呼ばれる構えで防御を固め、頭を振って相手の懐に潜り込むというファイトスタイルで選手を育成した。
- 相手の急所に番号を振り、その番号をリング下から発することで相手に解析されにくい形で瞬時に指示を与えるナンバーシステムと呼ばれるものも導入していた。このシステムは指示通り体が瞬時に動く高レベルな選手でないと使いこなしづらかった。
- ピーカブーやナンバーシステムを使いこなしマイク・タイソンやフロイド・パターソン、ホセ・トーレスは、いずれもボクシング史に残る名チャンピオンとなった。だがトレーナーとしてはこうしたファイトスタイルの指導一本やりであったことや、他人をあまり信用しない頑固な性格も災いして、トーレスを世界チャンプに育てて以降タイソンに会うまでは指導実績に恵まれなかった。
- ロッキー・グラジアノなど、若いころから才能を発掘して育て上げても、やがて条件の良いマネージャーやトレーナーと契約して、ダマトの元を離れるボクサーも多かったことや、ボクシング界に蔓延っていたマフィアなどに嫌気が差し、ダマトはボクシング界に心を閉ざすようになり、そのため周囲から偏屈者として扱われることもしばしばあった。
- 生前はドン・キングを激しく嫌っており、タイソンに向かって「絶対に組んではいけないプロモーターだ」と何度となく言い聞かせていたという。しかしダマトの死後、タイソンはキングと契約、同時に彼の指導したボクシング・スタイルが崩れるとタイソンの戦績は下降の一途を辿った。
- 同様にボブ・アラムのことも嫌っていて「西半球で最低な奴」と表現していた[1]。
- タイソンのようなファイターに限らずあらゆるタイプのボクサーを育て、フロイド・パターソン、ホセ・トーレスなどの世界チャンピオンを育てた。選手だけでなくトレーナーのテディ・アトラス、ケビン・ルーニーも育てた。
- カス・ダマトの根本的なボクシング哲学は「高い次元においてリング上の勝敗を決するのは、肉体のメカニズムではなく精神力である」というものである。
- 成功するボクサーの心構えとして「偉大なボクサーになるには考えることをやめる必要がある」と述べたことがあるという[2]。
- カス・ダマトの弟子であるケビン・ルーニーは、「カスに匹敵する奴はいないよ！彼は最高だったよ！」とインタビューで答えている。

## 育てた世界チャンピオン
- フロイド・パターソン
- ホセ・トーレス
- マイク・タイソン